# Дружинин, Георгий Иванович
Георгий Иванович Дружинин (23 апреля 1895, с. Николаевка, Оренбургская губерния, Российская империя —  18 июля 1969, Рига, СССР) — советский военачальник, генерал-майор (1945).

## Биография
Родился 23 апреля 1895 года в селе Николаевка, ныне  село Красносельское, в Увельском районе Челябинской области.  Русский.

#### Первая мировая война и революция
В  мае 1916 года Дружинин был призван в армию и зачислен рядовым в 162-й стрелковый запасной полк в городе Пермь. В начале 1917 года окончил учебную команду и в мае старшим унтер-офицером убыл на Румынский фронт, где воевал в составе 38-го Сибирского стрелкового полка 10-й Сибирской стрелковой дивизии. С сентября по ноябрь 1917 года находился по болезни в Волжском эвакогоспитале (тиф), затем по заключению медкомиссии уволен со службы и убыл к родителям в поселок Бишкама Кочердыкской волости  Челябинского уезда.

#### Гражданская война
В  ноябре 1918	года мобилизован в армию адмирала А. В. Колчака и зачислен в 62-й стрелковый запасной полк в городе Челябинск. В июле 1919 года бежал и скрывался в районе озера Бишкама. С приходом частей Красной армии 15 сентября был призван в 1-й Уфимский полк (г. Челябинск) и назначен старшиной учебной роты. С 3 ноября 1919 года по 18 декабря 1920 года учился на курсах среднего комсостава при штабе 5-й армии (в городах Уфа и Семипалатинск). Член ВКП(б) с 1919 года.  По окончании назначен в 3-й Сибирский стрелковый полк 62-й бригады 21-й Пермской стрелковой дивизии, где проходил службу помощником командира и командиром роты. Участвовал в боях против банд генерала А. С. Бакича в Горном Алтае. За боевые отличия приказом РВС СССР от 1927 г. награжден оружием («Маузер»).

#### Межвоенные годы
После войны служил помощником командира и командиром роты, командиром батальона в 63-м стрелковом Шуйском полку этой же 21-й Пермской стрелковой дивизии в городе Барнаул (сформирован на базе 62-й бригады). С 3 декабря 1928 года по 8 сентября 1929 года находился на курсах «Выстрел», затем вернулся на прежнюю должность. В 1929 года командиром батальона этого же 63-го стрелкового полка участвовал в боях на КВЖД, под городом Маньчжурия 12 декабря был ранен. За мужество и героизм Постановлением ЦИК СССР от 1929 года награжден орденом Красного Знамени. С 17 июля 1930 года переведен на должность начальника штаба 61-го стрелкового Осинского полка этой же 21-й Пермской стрелковой Краснознаменной дивизии ОКДВА в городе Омск, а с 11 августа 1931 года принял командование дивизией. За происшествие в учебном батальоне 13 апреля 1934 года отстранен от должности и назначен с понижением командиром батальона 103-го стрелкового Сибирского полка 35-й стрелковой дивизии ОКДВА в городе Иркутск. За отличную подготовку пулеметчиков на пулеметных сборах в июне 1935 года назначен командиром 279-го стрелкового полка 93-й стрелковой дивизии (ст. Дивизионная). 18 ноября 1938 года арестован органами НКВД и до 12 октября 1939 года находился под следствием, затем после освобождения лечился в санатории Красной армии в городе Гурзуф. Приказом НКО от 8 февраля 1940 года восстановлен в кадрах Красной армии и назначен преподавателем тактики Канского военно-пехотного училища. С передислокацией его в города Кемерово оно было переименовано в Кемеровское пехотное, а полковник Дружинин в нем исполнял должность начальника учебного отдела. 27 марта 1941 года назначен начальником Забайкальского военно-пехотного училища.

#### Великая Отечественная война
С началом  войны продолжал руководить училищем. С 10 июня 1942 года исполнял должность начальника отдела боевой подготовки Забайкальского фронта (г. Чита). 3 июля 1943	года Дружинин допущен к командованию 103-й стрелковой дивизией. С 8 января 1944 года находился на курсах при Высшей военной академии им. К. Е. Ворошилова. 23 марта досрочно был выпущен и направлен на Западный фронт, по прибытии с 14 апреля допущен к командованию 344-й стрелковой Рославльской дивизией. Ее части в это время в составе 65-го стрелкового корпуса 49-й армии вели бои в районе м. Ленино южнее Витебска. В короткий период хорошо подготовил систему обороны дивизии и навел порядок в частях. С 23 апреля дивизия перешла в состав 33-й армии 2-го Белорусского фронта и в ее составе летом принимала участие в Белорусской, Минской, Вильнюсской и Могилевской наступательных операциях. За бои по форсированию рек Проня и Днепр, прорыв сильно укрепленной обороны немцев и овладение городами Могилев, Шклов и Быхов дивизия была награждена орденом Красного Знамени (10.07.1944). В дальнейшем дивизия наступала на правом фланге 33-й армии, обеспечивая стык с 5-й армией. Ее части переправились через реки Неман и в течение 4 суток вели упорные бои по удержанию захваченного плацдарма. После переправы основных сил армии дивизия с этого плацдарма вела преследование в каунасском направлении. 1 августа она прорвала оборону немцев юго-восточнее и южнее Каунаса и обходным маневром содействовала войскам соседней 5-й армии в овладении городом, затем 17 августа освободила город Вилкавишкис (Каунасская наступательная операция). За эти бои полковник  Дружинин был награжден вторым орденом Красного Знамени (январь 1945 г.). В конце августа дивизия была переброшена в район Бауска, где вошла в 43-ю армию 1-го Прибалтийского фронта, и в ее составе принимала участие в Прибалтийской, Мемельской и Рижской наступательных операциях. С 22 октября 1944	года по 26 января 1945 года она находилась в обороне на подступах к Мемелю, затем в составе 19-го стрелкового корпуса 4-й ударной армии принимала участие в овладении городом Мемель. 29 января ее части переправились через залив Куришес-Хафф на косу Курише-Нерунг и до 4 февраля вели бои по ее очищению от противника. За взятие города Мемель полковник Дружинин был награжден орденом Александра Невского (приказ по армии от 20.02.1945 г.). С 19 по 22 февраля дивизия из Мемеля совершила марш в район Яунамуйжа и до 19 марта находилась во втором эшелоне 51-й армии (в 1-м стрелковом корпусе), затем вместе с корпусом входила в 1-ю ударную армию Ленинградского фронта и участвовала в ликвидации курляндской группировки противника.
За время войны комдив Дружинин  был  пять  раз персонально упомянут в благодарственных в приказах Верховного Главнокомандующего.

#### Послевоенное время
После войны в октябре 1945 года дивизия в составе 1-го стрелкового корпуса была переведена в ТуркВО в городе Ашхабад. В 1948 года при землетрясении в Ашхабаде погибла его жена, а в декабре 1950 года по рапорту о переводе в центральные округа (из-за болезни сына) освобожден от командования и в мае 1951 года направлен на курсы усовершенствования командиров стрелковых дивизий при Военной академии им. М. В. Фрунзе. По их окончании в ноябре 1952 года назначен начальником военной кафедры Ереванского зооветеринарного института. 9 декабря 1955 года уволен в запас.
После увольнения из армии проживал в городе Рига. Умер 18 июля 1969 года, похоронен на 1-м Лесном кладбище Риги

## Награды
- орден Ленина (06.11.1945)[6][7]
- четыре ордена Красного Знамени (1929[3],    11.12.1944[8],  21.02.1945[7][9],  15.11.1950[7][10])
- орден Суворова II степени (21.07.1944)[11]
- орден Александра Невского (20.02.1945)[12]
- орден Красной Звезды (28.10.1967)[13]
- медали в том числе:
  - «XX лет Рабоче-Крестьянской Красной Армии» (1938)[3]
  - «За победу над Германией в Великой Отечественной войне 1941—1945 гг.» (05.09.1945)[14]
- Наградное оружие

Приказы (благодарности) Верховного Главнокомандующего в которых отмечен Г. И. Дружинин.
- За форсирование реки Днепр на участке протяжением 120 километров, прорыв второй оборонительной полосы немцев, подготовленной по западному берегу реки, и овладение штурмом крупным областным центром Белоруссии городом Могилев — оперативно важным узлом обороны немцев на минском направлении, а также городами Шклов и Быхов. 28 июня 1944 года. № 122.
- За овладение штурмом городом и крепостью Каунас (Ковно) — оперативно важным узлом коммуникаций и мощным опорным пунктом обороны немцев, прикрывающим подступы к границам Восточной Пруссии. 1 августа 1944 года № 161.
- За прорыв глубоко эшелонированной обороны противника юго-восточнее города Рига, овладении важными опорными пунктами обороны немцев — Бауска, Иецава, Вецмуйжа и на реке Западная Двина — Яунелгава и Текава, а также занятии более 2000 других населённых пунктов. 19 сентября 1944 года.  № 189.
- За переход в наступление из района северо-западнее и юго-западнее Шяуляй (Шавли), прорыв сильно укреплённой обороны противника и овладение важными опорными пунктами обороны немцев Тельшяй, Плунгяны, Мажейкяй, Тришкяй, Тиркшляй, Седа, Ворни, Кельмы. 8 октября 1944 года. № 193.
- За овладение литовским городом Клайпеда (Мемель) — важным портом и сильным опорным пунктом обороны немцев на побережье Балтийского моря. 28 января 1945 года. № 262.